# Michael Cramer
Michael Cramer (Gevelsberg, 16 giugno 1949) è un politico tedesco, europarlamentare nella VI, VII e VIII legislatura.